# Verchères
Verchères, antes llamada Saint-François-Xavier-de-Verchères, es un municipio de parroquia de la provincia de Quebec, Canadá. Es una de las ciudades pertenecientes al municipio regional de condado de Marguerite-D’Youville y, a su vez, a la región de Montérégie-Est en Montérégie.

## Geografía

Ubicación de Verchères en el MRC de Marguerite-D’Youville

El territorio de Verchères está por la orilla sur del río San Lorenzo. Está ubicado entre Contrecoeur y al norte, Calixa-Lavallée al este, Saint-Marc-sur-Richelieu y Saint-Amable al sureste así como Varennes al sur. Por orilla opuesta del San Lorenzo se encuentran Repentigny y Saint-Sulpice. Tiene una superficie total de 85,09 km² cuyos 72,79 km² son tierra firme.

## Historia

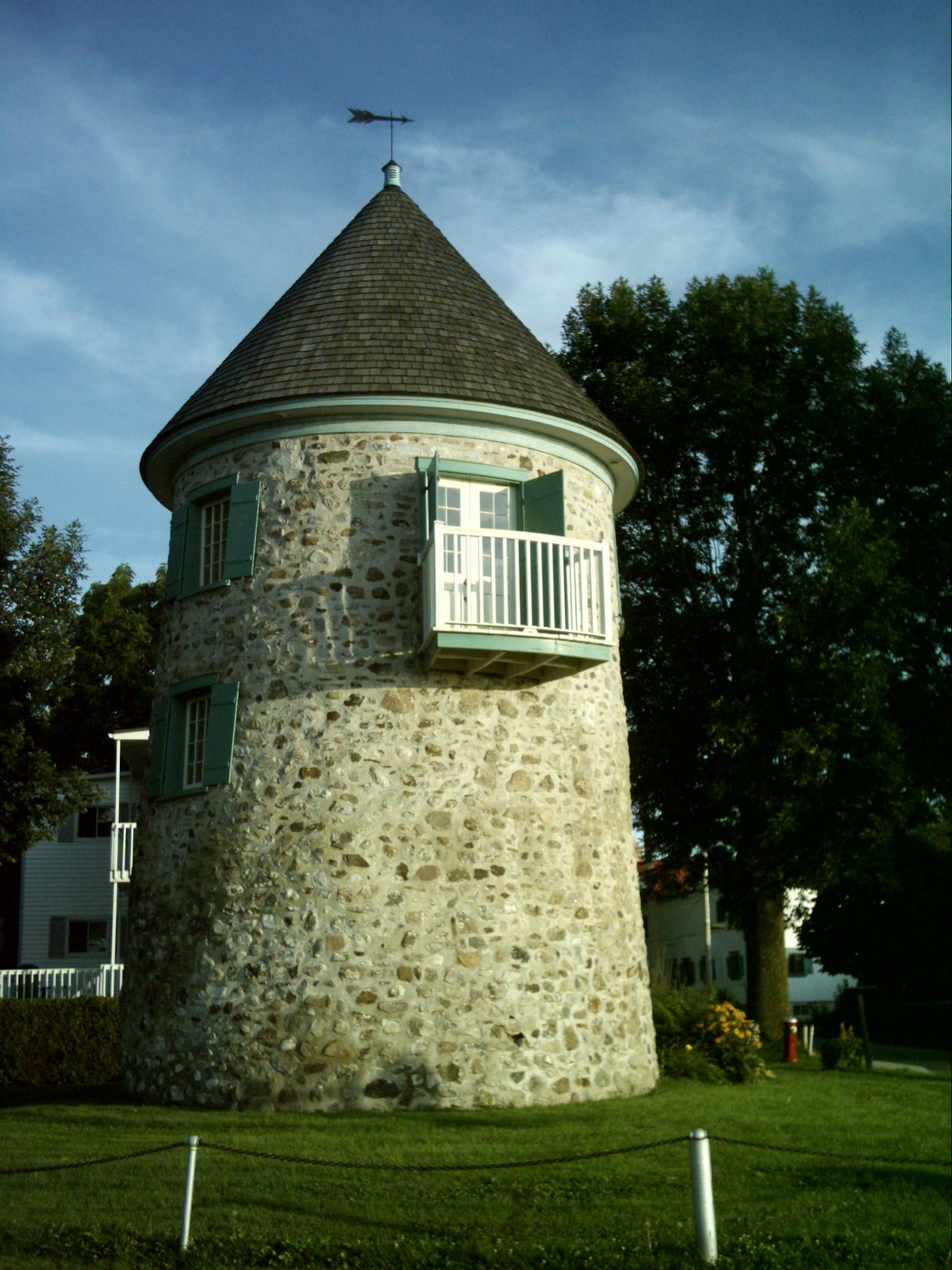
Molino de vente de Verchères

A época de Nueva Francia en 1672, El señorío de Verchères fue concedido a François Jarret de Verchères. Su hija, Madeleine de Verchères, combatió contra los iroqueses en 1692. La parroquia de Saint-François-Xavier-de-Verchères fue fundada en 1722, aunque el municipio de parroquia de mismo nombre fue incorporado en 1855. En 1913, el municipio de pueblo de Verchères fue creado por desvinculación. Los dos municipios de pueblo y de parroquia se han unidos en 1971 para formar el municipio actual de Verchères.

## Política
El alcalde es Alexandre Delisle. El municipio forma parte de la Comunidad metropolitana de Montreal, estando incluido en las circunscripciones electorales de Verchères a nivel provincial y de Verchères-Les Patriotes a nivel federal.

## Demografía
Según el censo de 2011, había 5962 personas residiendo en este municipio con una densidad de población de 77,7 hab./km². Los datos del censo mostraron que de las 5243 personas censadas en 2006, en 2011 hubo un aumento de 719 habitantes (-8,6 %). El número total de inmuebles particulares resultó de 2406. El número total de viviendas particulares que se encontraban ocupadas por residentes habituales fue de 2323.